# Todirești (Suceava)
Todirești es una comuna ubicada en el distrito de Suceava, Rumania.

## Superficie
Posee una superficie de 59,83 kilómetros cuadrados.

## Demografía
Hasta 2021 la población era de 4810 habitantes, con una densidad de población de 80,39 habitantes por kilómetro cuadrado.